# Senobasis mendax
Senobasis mendax là một loài ruồi trong họ Asilidae. Senobasis mendax được Curran miêu tả năm 1934. Loài này phân bố ở vùng Tân nhiệt đới.